# Савченко, Иван Михайлович
Ива́н Миха́йлович Са́вченко (9 апреля 1919, село Водяное Каменско-Днепровского района Запорожской области Украины — 7 апреля 1984, Ленинград) — инженер-кораблестроитель, организатор кораблестроительного производства, в 60-е — 80-е годы XX века — один из крупнейших в СССР специалистов в области атомного подводного кораблестроения и технологии судостроения. Герой Социалистического Труда.

## Биография

### Детство и школьные годы
Родился 9 апреля 1919 года в селе Водяное Каменского-на-Днепре района Запорожской области Украины.
Был старшим сыном в многодетной крестьянской семье.
Национальность — украинец. Отец, Михаил Иванович, происходил из середняцкой семьи, мать — Мария Ефимовна Кузьменко — из зажиточной семьи.
В конце 20-х — начале 30-х годов семья Савченко несколько раз переезжала — Михаил Иванович работал сначала на строительстве ДнепроГЭСа, затем на строительстве трубного завода в город Никополь, где и осела вся семья. Здесь в 1938 году Савченко окончил среднюю школу № 10.

### Юность. Начало обучения вНКИ
После окончания школы в 1938 году поступил в Николаевский кораблестроительный институт.
В предвоенные годы Савченко пришлось совмещать учёбу с подработками, но, несмотря на своё тяжелое материальное положение и небольшую финансовую помощь семьи, до начала Великой Отечественной войны смог окончить три курса НКИ.

### Военная служба
С началом Великой Отечественной войны, в числе 500 преподавателей, студентов и сотрудников НКИ был призван в ряды РККА. Службу проходил рядовым в 53 запасном стрелковом полку 11 Запасной стрелковой бригады.
С 31 июля по 8 сентября 1941 года в составе 53 запасного стрелкового полка Юго-Западного фронта принимал участие в боях с немецко-фашистскими захватчиками.

### Продолжение обучения

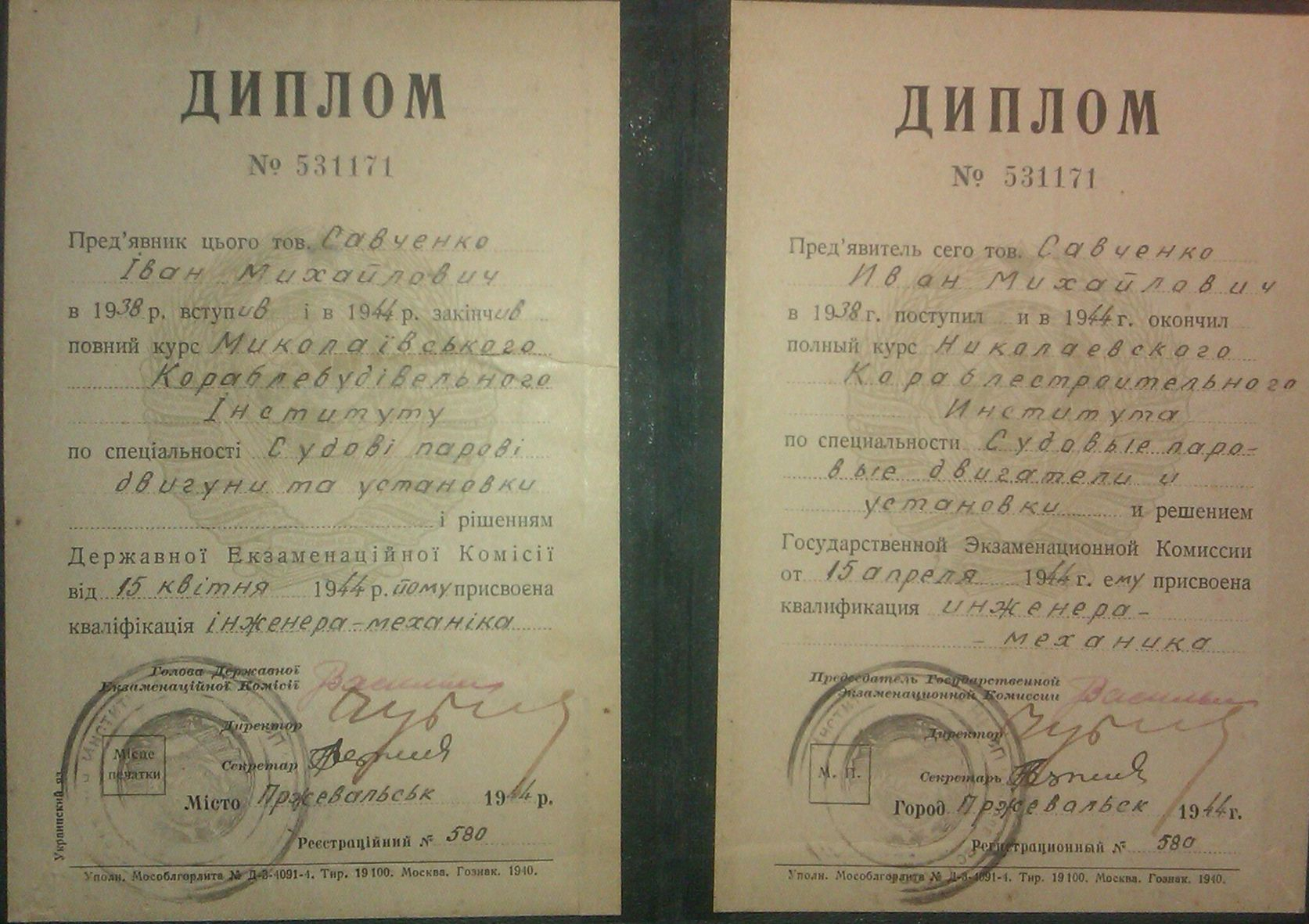
Диплом о высшем образовании И. М. Савченко

Осенью 1941 года был демобилизован из рядов действующей армии и направлен для продолжения учёбы в Николаевский кораблестроительный институт, который в тот момент находился в эвакуации.
Окончил Николаевский кораблестроительный институт в городе Пржевальск (Киргизия) в 1944 году по специальности «Судовые паровые двигатели и установки», присвоена квалификация «инженер-механик», диплом № 531171 от 15 апреля 1944 г.

### Работа назаводе № 402НКСП в 1944—1956 гг
По распределению народного комиссариата судостроительной промышленности СССР в 1944 году направлен на работу в город Молотовск, на завод № 402 (ныне ОАО ПО «Севмаш»).
Принят на работу 28 июня 1944 г. помощником строителя по механической части в 5 отдел.
1 марта 1947 года переведён на должность строителя того же отдела.
1 декабря 1947 года переведён на должность строителя по судоремонту.
28 февраля 1949 года переведён на должность старшего строителя в цех 50 (в то время Главный стапельный цех завода № 402).
22 апреля 1950 года переведён на должность заместителя начальника цеха 50.
15 сентября 1952 года переведён на должность заместителя начальника цеха 9 (трубомедницких работ);
1 декабря 1954 года переведён на должность заместителя начальника цеха 50.
С 23 апреля 1956 года — и. о. начальника цеха 50, с 31 июля 1956 года — начальник цеха 50.

### Работа начальником цеха 50 с 1956 по 1962 гг
В должности строителя и заместителя начальника цеха 50 занимался строительством надводных кораблей — эсминцев проекта 30-бис, затем легких крейсеров типа «Молотовск» проекта 68-бис, паромов типа «Сыпрус».
На посту начальника цеха № 50 Савченко организовал серийное производство атомных подводных лодок проекта 658 и выполнение работ по кораблям других проектов. Строительство АПЛ потребовало от всего завода, и в первую очередь от цеха 50 кардинальной перестройки существующего производственного цикла, осуществления перехода от строительства надводных кораблей к строительству атомных подводных лодок. Эта задача вызвала необходимость создания ряда новых участков, разработки и внедрения уникальных технологий производства, контроля и испытаний продукции, аналогов которым не существовало, изучения и освоения сложнейшей новой техники.

«Инженер Савченко относился к числу тех специалистов, которые в совершенстве владели динамикой производственного процесса, досконально знали свою работу. Начальник цеха Савченко относился к тем руководителям, которые могли увлечь коллектив на выполнение сложнейших задач… Внимательный к нуждам рабочих и служащих, с мягким характером, обладающий выдержкой и тактом, он располагал к себе людей, вызывал уважение».
— К. И. Румянцев, ветеран ОАО ПО «Севмаш»

### Строительство жилья и социальных объектов для работников цеха 50
В 50-х годах XX века в Северодвинске складывалась критическая ситуация в социальной сфере, поскольку рост производственных мощностей Севмашпредприятия не успевал за потребностями в жилищном строительстве. В этот период, в 1957—1959 гг. комсомольцами завода было построено два трехэтажных дома методом «народной стройки». Глубоко понимая социальные проблемы, осенью 1959 Савченко добился разрешения на строительство коллективом цеха № 50 жилья методом «народной стройки» — двух шлакоблочных домов для работников цеха 50 и организовал всемерную поддержку застройщиков. В результате с осени 1959 до зимы 1961 года работники цеха 50 построили два трехэтажных двухподъездных дома по Русановскому переулку (включая изготовление шлакоблоков, из которых строились дома, создание собственными руками всех строительных конструкций, рытье котлована, забивку свай, устройство фундамента, кладку, отделку). Несмотря на героический труд застройщиков, зимой 1960 года стройка оказалась под угрозой закрытия, поскольку не было фундаментных блоков для монтажа фундамента. Благодаря поддержке Савченко, смекалке руководителей стройки (мастера цеха 50 Румянцев, Кузнецовский и др.) и энтузиазму застройщиков стройка была обеспечены блоками, и за одну ночь был смонтирован фундамент, что спасло стройку. Сдача построенных домов в эксплуатацию, а также высвободившееся после переезда застройщиков жилье сняло остроту жилищной проблемы для корабелов цеха 50.
Кроме того, «в 1959 году для работников цеха № 50 был построен деревянный дом по адресу: ул. Полярная дом 29б».
Савченко создал детский сад для детей работников цеха 50. В конце 50-х годов в бурно растущем Северодвинске возник огромный дефицит мест в детских садах для детей работников завода. Строго лимитируемых фондов для строительства не было. В этот период Савченко узнал, что бывшие дачи, расположенные на острове Ягры, планируется ликвидировать. Савченко немедленно съездил на место и присмотрел подходящий дом — двухэтажный коттедж, списанный с баланса и предназначенный под снос, который был выкуплен по остаточной стоимости, аккуратно разобран и перевезён с острова Ягры. Здание было собрано в районе ул. Парковой, отремонтировано и переоборудовано под детский сад для детей работников цеха 50, который успешно функционировал около 30 лет, до конца 80-х годов, пережив самого Савченко, и обеспечив воспитание не одного поколения детей корабелов.
Таким образом, к моменту назначения главным инженером завода № 402, Савченко прошёл все ступени производственной лестницы, принимал непосредственное и деятельное участие в строительстве, достройке и сдаче флоту кораблей самых разных проектов (надводных — от парома и большого охотника водоизмещением 300 тонн до крейсера, подводных — от дизель-электрических подводных лодок проектов 611 и 629 до новейших АПЛ), имел опыт создания новой и реконструкции существующей производственной инфраструктуры в условиях действующего производства, вывода крупнейшего цеха на проектные показатели, создания объектов социальной сферы.

### Работа главным инженеромСевмашпредприятияв 1962—1974 гг.
28 мая 1962 года Савченко был назначен Главным инженером — заместителем директора Севмашпредприятия.
На этом посту Савченко руководил развитием производственной и технологической инфраструктуры завода, необходимой для строительства новейших атомных подводных лодок и систем вооружения.

#### Инженерная деятельность
Начало деятельности Савченко на посту Главного инженера Севмашпредприятия было связано со сдачей ВМФ СССР уникальной АПЛ проекта 645 ЖМТ с жидкометаллическим теплоносителем реактора.
Годы, которые Савченко работал главным инженером Севмашпредприятия, были годами перехода от довоенных судостроительных технологий к современным, поточным методам строительства кораблей и АПЛ. Все это требовало огромных усилий от подразделений службы главного инженера, начиная от отдела капитального строительства и заканчивая впервые созданной службой радиационной безопасности.
Савченко совершенствовал структуру управления предприятием, внедрял прогрессивную нормативную и технологическую документацию, занимался созданием, освоением и внедрением в производство систем автоматизированного управления, ЭВМ, станков с ЧПУ. За время работы Савченко на посту главного инженера Севмашпредприятия инженерный корпус завода превратился из небольшого коллектива, строящего корабли по документации ЦКБ-проектантов, в коллектив, разработки которого вышли далеко за стены завода, освоивший и создавший ряд уникальных технологий и средств технологического оснащения, внедрённых в ряде случаев на всех предприятиях Министерства судостроительной промышленности СССР.
При поддержке Савченко на заводе были созданы отдел автоматизированных систем управления предприятием, а также Центральная научно-исследовательская лаборатория новых технологических процессов (ЦНИЛ НТП), объединившая талантливую молодежь в деле внедрения всего нового и прогрессивного. Результаты не замедлили сказаться, в частности, большие успехи были достигнуты в снижении намагниченности деталей и конструкций, создание уникальной базы данных по режимам обработки металлов резанием, сварке, гибке и других направлениях.
В этот период, который позже академик С. Н. Ковалёв назовет «золотым веком» атомного подводного судостроения, на Севмаше строилась серия АПЛ проекта 627А (в 1959—1964 гг). Атомная установка, отработанная на этих заказах ПО «Севмаш», послужила прототипом при сборке на заводе других АПЛ первого поколения проектов 658, 659, 675 с ракетным вооружением (все эти проекты были разработаны ЦКБ-18).
Савченко был одним из руководителей работы по освоению строительству АПЛ с корпусами из титановых сплавов, начатой ещё до его прихода на пост главного инженера. В результате этих работ на Севмашпредприятии была построена такие АПЛ как проект 661 «Анчар», создавшая прочную основу для реализации проектов 705 «Лира» и 685 «Плавник», не имеющих аналогов в мировом кораблестроении.
Работа с титаном требовала очень тщательного подхода:

«28 декабря 1963 года в цехе 42 была торжественно заложена подводная лодка проекта 661. Обращение с титаном требовало создания условий, обеспечивающих чистоту деталей, особенно при сварке. В связи с этим цех совершенно преобразился. Пролёты цеха оснастили металлическими стендами. Стены были окрашены масляной краской светлых тонов. Полы в пролётах отделывались мраморной крошкой и шлифовались, что дало возможность выполнять их ежедневную влажную уборку. Наличие пыли не допускалось. Все работающие были одеты в спецодежду светлых тонов, на руках — светлые перчатки.»

Савченко внёс огромный вклад по постановке задач и решению проблем по акустической защите подводных лодок и снижению уровня шумности оборудования АПЛ. Он добился создания акустической службы и введения должности главного акустика на крупных предприятиях Минсудпрома СССР. В единый классификационный справочник ввели профессию оператора акустических испытаний, установили должности инженеров-акустиков трех категорий. Это дало возможность комплексно подойти к проблеме шумности АПЛ со стороны ВМФ, проектантов и предприятий промышленности.
Активно работал в области технической эстетики, много занимался созданием безопасных условий труда и улучшением бытовых условий для работников Севмашпредприятия, развивал и всемерно поддерживал движение рационализаторов.
Савченко лично участвовал в рационализации.
Например, в конце 60-х годов «…были внедрены предложения по модернизации одного из самых слабых конструктивных узлов наливного бассейна — ряжевой перемычки и выполнена реконструкция наливного бассейна с заменой батопорта и повышением отметки уровня наполнения бассейна до 10 м (предложение главного инженера предприятия И. М. Савченко и заместителя главного архитектора В. А. Петрушина). Жизнь подтвердила правильность сделанного выбора. За 30 лет эксплуатации бассейна после его реконструкции в его работе не было ни одного сбоя по причине недоработок строителей и проектантов».
На производстве велась замена станков, мостовых и портальных кранов, монтаж линий автоматизированной резки листового проката в корпусных цехах, создавались стапельные места, начались работы по созданию системы временного энергоснабжения строящихся и ремонтирующихся кораблей, были проложены новые кабельные и телефонные трассы, построены новые подстанции. В результате внедрения результатов работ по технической эстетике и научной организации труда во многих цехах заменили деревянные шашечные полы на мозаичные, выполнили огромные объёмы малярных работ и по замене остекления помещений, улучшению освещения (особенно стапельных цехов), провели серьёзную модернизацию рабочих столовых и бытовых помещений.
Огромная работа была проведена по созданию и оборудованию служебно-бытовых помещений для рабочих, введена система санпропускников, созданы душевые.

#### Строительство и модернизация завода
На годы, когда Савченко возглавлял инженерную службу Севмашпредприятия, пришёлся пик строительства и ввода в эксплуатацию основных фондов завода, а также застройка жилых кварталов Северодвинска домами первых массовых серий.
В 1962—1974 годах был выполнен огромный объём работ по строительству новых цехов Севмашпредприятия, важнейшими из которых были следующие.

«К эллингу пристроен четырёхэтажный корпус, 28 июля 1962 г. он был сдан в эксплуатацию; 1, 2, 3-ю секции пристройки принял И. М. Савченко…»
В. А. Петрушин «На берегах Двины и Кудьмы», стр. 105.

«Строительство новых кораблей потребовало и строительства новых объектов технологического обслуживания, называемых спецобъектами. Одним из таких объектов, сложным по исполнению, … был объект 371 в зоне цеха 42. Акт был подписан 30 июля 1962 г. Передан объект в эксплуатацию цеху 42, начальник цеха А. В. Рынкович, очередями; 2-я очередь сдана 29 декабря 1962 г».
В. А. Петрушин «На берегах Двины и Кудьмы», стр, 105.

В 1963 году был построен участок литья титановых сплавов, оснащённый экспериментальным оборудованием.
В. А. Петрушин «На берегах Двины и Кудьмы», стр. 106

31 декабря 1964 года заместителем Савченко — А. П. Бочаровым (имя Александра Порфирьевича сейчас носит заводской буксир) был подписан акт приемки в эксплуатацию стапельно-сборочного производства (ССП) (объект 399).

«Ввод в эксплуатацию этого объекта, оснащённого специально разработанным технологическим оборудованием для сборки и сварки прочного корпуса, поднял это производство на более высокий уровень и приблизил к конвейеру стапельного цеха. Для этого пришлось создать трансбордерную систему и реконструировать восточный торец эллинга. За разработку и освоение нового технологического оборудования группе разработчиков присуждена Государственная премия СССР».
В. А. Петрушин «На берегах Двины и Кудьмы», стр. 106—107.

«В 1964—1965 гг реализовывалась серьезная программа по во вводу в эксплуатацию объектов специального назначения, предназначенных для приемки и переработки радиоактивных отходов».
В. А. Петрушин «На берегах Двины и Кудьмы», стр.107.

«В 1966 году были сданы в эксплуатацию боксы объекта 399, магнитоизмерительный стенд. В декабре сданы стенд берегового размагничивания, пирс…»
В. А. Петрушин «На берегах Двины и Кудьмы», стр. 112.

«24 мая 1973 года сданы средний и восточный пролёты цеха № 37. В конце года завершена первая очередь объекта № 407 (цех 10, начальник — Л. В. Зайцев). Председатель госкомиссии по приемке цеха 10 в эксплуатацию — И. М. Савченко».
В. А. Петрушин «На берегах Двины и Кудьмы», стр. 150.

«28 ноября 1968 года научно-технический совет Министерства судостроительной промышленности СССР принял решение о разработке комплекса гидротехнических сооружений, обеспечивающих возможность строительства кораблей III поколения, первыми из которых стали „Гранит“ и „Акула“. В 1969 году ГСПИ-2 было разработано проектное задание по наращиванию мощностей предприятия… было разработано несколько вариантов, один из которых начал выполняться в ноябре 1970 года. Эти объекты получили общее название „Комплекс“».
Объекты «Комплекса» были уникальными по техническим возможностям. Длина эллинга — более 400 метров, ширина — более 100 метров. На объекте должно было работать крановое оборудование — в том числе два козловых крана грузоподъёмностью более 300 тонн каждый.
«В ноябре-декабре 1974 года первая очередь „Комплекса“ была сдана в эксплуатацию. Акт подписан 27 декабря 1974 г.» уже преемником И. М. Савченко на посту главного инженера Севмашпредприятия (главным инженером в декабре 1974 года был назначен А. И. Макаренко).
В. А. Петрушин «На берегах Двины и Кудьмы», стр.168.

#### Педагогическая деятельность
В конце 50-х годов — начале — 60-х годов гг. XX века был (по совместительству) преподавателем Молотовского судостроительного техникума — кузницы кадров предприятий Северодвинска того времени, читал будущим техникам-судомеханикам курс лекций «Монтаж главных механизмов».
С образованием в г. Северодвинске филиала Ленинградского кораблестроительного института был председателем Государственной аттестационной комиссии, принимавшей дипломные проекты студентов по специальности «Судовые силовые установки».

### Работа в ЦНИИ ТС
Деятельность Савченко в сфере технологии судостроения, организации и подготовки производства не осталась «незамеченной» руководством Минсудпрома СССР.
Приказом Министра судостроительной промышленности № 424/к от 29.11.1974 года, Савченко назначен Генеральным директором НПО «Ритм» в Ленинграде — первого научно-производственного объединения в судостроительной промышленности.
Одновременно Савченко был назначен директором Центрального научно-исследовательского института технологии судостроения (ЦНИИ ТС) и заместителем главного редактора журнала «Судостроение».
В это время в НПО «Ритм» работало свыше 12 тысяч человек, из них в ЦНИИ ТС — 3675 человек. В НПО «Ритм» входили филиалы — Хабаровский, Горьковский, Николаевский, Феодосийский, Черноморский (в г. Севастополе), а также заводы (Петрозавод, Пелла) — производящие судовое оборудование и средства технологического оснащения для судостроения, а также станки, прессы, стенды и другое оборудование судостроительного производства.
За время работы Савченко на посту Генеральным директором НПО «Ритм» — директора ЦНИИ ТС, под его руководством были выполнены и внедрены значимые для судостроения разработки, которые в полной мере характеризуют способности Савченко как идеолога, организатора и управленца.
В ходе работ были достигнуты следующие результаты:
В 1975—1984 гг. по новой технологии, использующей поточно — позиционный метод строительства судов на стапеле укрупнёнными блоками были построены контейнеровозы проекта 19503 «Капитан Сахаров» и другие на Выборгском судостроительном заводе, а также «Александр Радев» на Херсонском судостроительном заводе.
На судостроительном заводе им. А. А. Жданова в г. Ленинграде по разработкам ЦНИИ ТС был создан комплексно механизированный корпусообрабатывающий цех.
ЦНИИ ТС был выполнен большой объём НИОКР, послуживший научной и технологической основой для создания серии судов с горизонтальной грузообработкой — ролкеров-теплоходов проекта 1607 типа «Иван Скуридин», ролкеров-газотурбоходов проекта 1609 типа «Капитан Смирнов», а также серии эскадренных миноносцев проекта 956 типа «Сарыч».
За этот период по технологиям, разработанным ЦНИИ ТС, на предприятиях СССР создано и введено в строй более 350 комплексно-механизированных цехов, участков и линий, а также средств технологического оснащения, в том числе 120 машин тепловой резки металлопроката «Кристалл», 80 трубогибочных станков типа СТГ, более 5000 сварочных автоматов, более 10000 единиц средств малой механизации.
Военно-морской флот СССР за этот период получил тяжёлый атомный ракетный крейсер «Киров», ставший воплощением достижений науки, техники и технологии. За это время встали на боевое дежурство атомные подводные крейсера второго и третьего поколений, такие как атомные подводные лодки проекта 949 «Гранит» и проекта 949А «Антей», оснащённые крылатыми ракетами, тяжёлый атомный подводный крейсер с баллистическими ракетами проекта 941 «Акула», многоцелевая ракетно-торпедная АПЛ «Барракуда», имеющая титановый корпус.
Этот перечень можно дополнить разработками, позволившими вывести советский военно-морской и торговый флот в мировые лидеры судо- и кораблестроения. К ним можно отнести серию ракетно-торпедных подводных лодок проекта 877 «Варшавянка», атомоходы типа «Арктика», танкеры типа «Победа», танкеры типа «Борис Бувин», лихтеровозы «Алексей Косыгин» и «Севморпуть», ролкер «60 лет СССР», а также серию рыбопромысловых и рыбоперерабатывающих судов типа «Пулковский меридиан», «Баренцево море», «Балтика», «Моряна» и множество других судов.
Успешное выполнение столь обширной программы кораблестроения было обеспечено созданием прогрессивного технологического обеспечения, проектированием, изготовлением и подготовкой всех видов судостроительного производства, перспективными технологиями постройки, испытаний и сдачи судов заказчикам — Министерству морского флота, Министерству речного флота, Министерству рыбного хозяйства и ВМФ СССР.
В судостроительной промышленности появились зональные и функциональные блоки и блок-модули с максимальным насыщением секций судов, позволившие на практике внедрить модульно-агрегатный метод постройки судов с использованием поточно-позиционного способа их формирования.
Диапазон разработок ЦНИИ ТС того периода можно продолжить созданием прогрессивной научно-методической базы судостроительного производства в виде новой нормативно-технической документации (система ОСТов, применяемых по настоящее время в России и СНГ), проведением межпроектной унификации, межзаводской кооперации, и, что не менее важно — созданием сборочно-монтажных единиц.
Большие успехи были достигнуты при создании современных покрытий корпусов подводных лодок, а также при применении лазерных, ультразвуковых и электровакуумных технологий при выполнении контрольно-измерительных, разметочных операций, и при резке деталей корпуса из тонколистового металла и профильного проката.
За период руководства Савченко НПО «Ритм» был реально сокращен цикл постройки кораблей и судов самых разных типов и классов на предприятиях Министерства судостроительной промышленности СССР за счёт использования «высоких» технологий, внедрения высокопроизводительных технологических процессов, применения прогрессивного оборудования, средств технологического оснащения, методов организации производства.

### Общественная деятельность
С 1957 года и до последнего дня своей жизни Савченко был членом КПСС.
5 марта 1961 года был избран народным депутатом Северодвинского горсовета депутатов трудящихся VIII созыва.
В 1976 был избран членом президиума центрального правления Научно-технического общества имени Академика А. Н. Крылова.

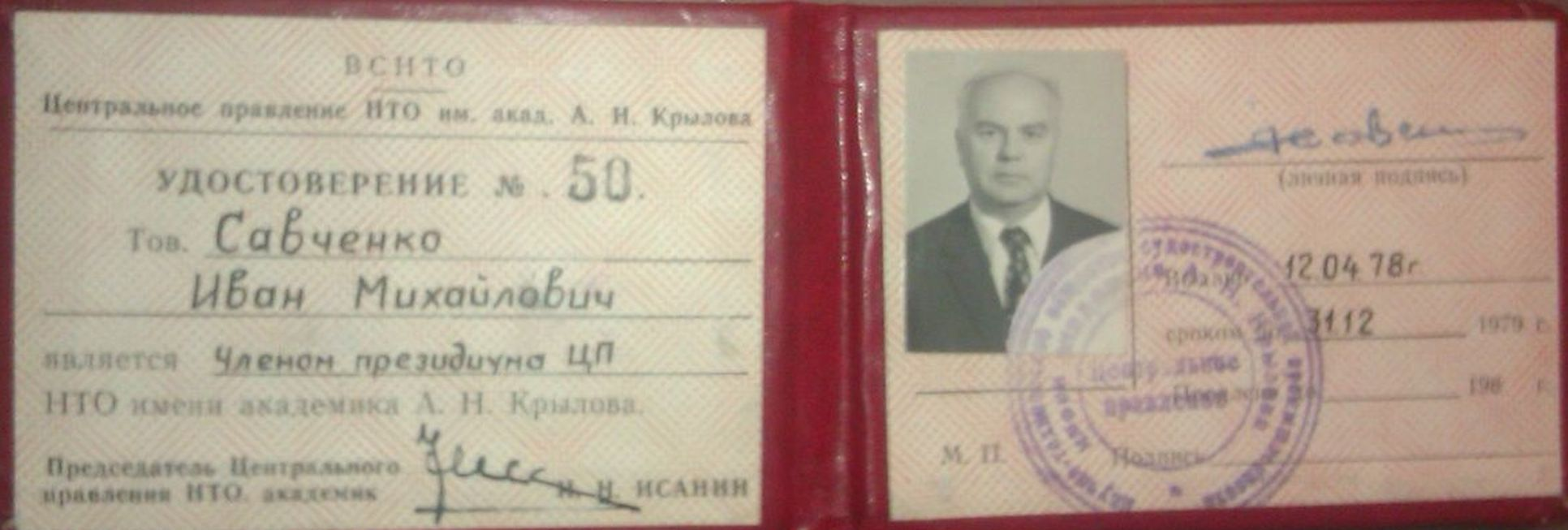
Удостоверение Ивана Михайловича Савченко — члена президиума Научно-технического общества судостроителей имени академика А. Н. Крылова

В 1978 году был избран членом Кировского райкома КПСС г. Ленинграда.

### Болезнь и смерть
В мае 1983 года Савченко тяжело заболел и 1 декабря 1983 года был вынужден выйти на заслуженный отдых по состоянию здоровья.
С декабря 1983 года — персональный пенсионер союзного значения.
Савченко скончался после тяжелой и продолжительной болезни 7 апреля 1984 года, не дожив двух дней до своего 65-летия.
Похоронен на Серафимовском кладбище Санкт-Петербурга.

## Награды и признание заслуг

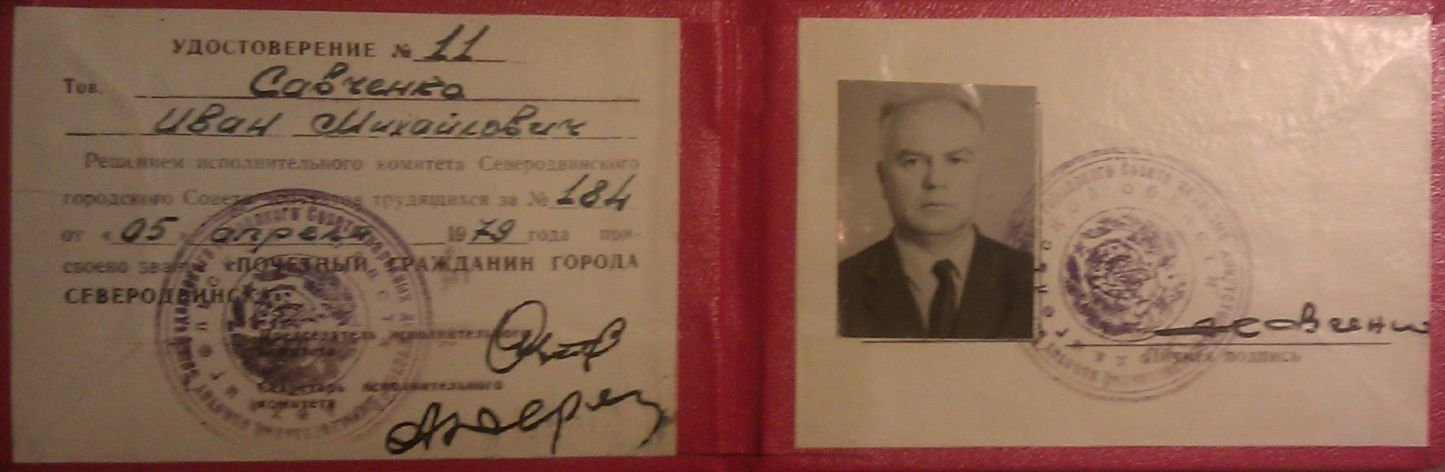
Удостоверение почётного гражданина города Северодвинска Савченко Ивана Михайловича

В 1965 году за создание атомной подводной лодки с баллистическими ракетами на борту (проект 658) Савченко был удостоен Ленинской премии.
Указом Президиума Верховного Совета СССР от 30 марта 1970 года за выдающиеся заслуги в создании и производстве новой техники (головной атомной подводной лодки проекта 667А) главному инженеру Севмашпредприятия Савченко Ивану Михайловичу присвоено звание Героя Социалистического Труда с вручением ордена Ленина и золотой медали «Серп и Молот».
Также награждён ещё одним орденом Ленина, орденом Октябрьской революции, орденом Трудового Красного Знамени, медалями.
Почётный гражданин города Северодвинска (1979).

## Семья
Жена — Савченко (Трофимова) Людмила Викторовна (1926—2007), окончила Молотовский судостроительный техникум, работала на Севмашпредприятии с 1944 по 1974 гг., модельщицей в цехе № 1, затем технологом ОГТ.
Сыновья: Сергей (1950—2007) инженер-кораблестроитель, продолжил дело отца, после окончания Севмашвтуза и до выхода на пенсию работал на Севмашпредприятии с 1975 по 2005 гг.;
Юрий (1953-2018) — инженер-теплотехник, специалист по лазерам. Похоронен в могиле отца.

## Адреса проживания в г. Северодвинске
1950—1958 — пр. Ленина дом 24;
1958—1974 — пр. Ленина дом 6/34, «директорский дом».

## Память
В Северодвинске на Аллее Героев установлена стела в память о Савченко.
В 2014 году рассматривался вопрос об установке мемориальной доски на "директорском" доме № 6/34 по проспекту Ленина в г. Северодвинске, в котором Савченко жил и работал в течение 16 лет, однако решение принято не было.

## Публикации
- Мудров О. А., Савченко И. М., Шитов В. С. Справочник по эластомерным покрытиям и герметикам в судостроении. — Л.:, «Судостроение», 1982.